# Monnina aestuans
Monnina aestuans är en jungfrulinsväxtart som först beskrevs av Carl von Linné d.y., och fick sitt nu gällande namn av Dc.. Monnina aestuans ingår i släktet Monnina och familjen jungfrulinsväxter. Inga underarter finns listade i Catalogue of Life.